# Born Free (canción)
«Born Free» (en español: Nacido/a libre) es una canción del año 1966 escrita y compuesta por los británicos John Barry y Don Black respectivamente, para la película homónima, ganadora del premio Óscar a la mejor canción original de dicho año. En su versión original está cantada por el británico Matt Monro, famoso además de por interpretar esta canción, por cantar también el tema principal de la película Desde Rusia con Amor, segunda de la serie de James Bond.

## Descripción
La canción fue alcanzó el número 7 de la popular lista Billboard Hot 100 en otoño de 1966; está clasificada como de género pop y adult contemporary.

## Letra
Born free, as free as the wind blows
 As free as the grass grows
 Born free to follow your heart
Live free, and beauty surrounds you
 The world still astounds you
 Each time you look at a star
Stay free, where no walls divide you
 You're free as the roaring tide
 So there's no need to hide
Born free, and life is worth living
 But only worth living
 'cause you're born free
(Stay free, where no walls divide you)
You're free as the roaring tide
 So there's no need to hide
 Born free, and life is worth living
 But only worth living
 'cause you're born free.